# Carl-Erik Ohlson
Carl-Erik Ohlson (23 de septiembre de 1920-24 de diciembre de 2015) fue un deportista sueco que compitió en vela en la clase 5.5 Metre. Participó en los Juegos Olímpicos de Helsinki 1952, obteniendo una medalla de bronce en la clase 5.5 Metre.

## Palmarés internacional
| Juegos Olímpicos | Juegos Olímpicos     | Juegos Olímpicos  | Juegos Olímpicos |
| Año              | Lugar                | Medalla           | Clase            |
| ---------------- | -------------------- | ----------------- | ---------------- |
| 1952             | Helsinki (Finlandia) | Medalla de bronce | 5.5 Metre        |